# Cynanchum angavokeliense
Cynanchum angavokeliense är en oleanderväxtart som beskrevs av Choux. Cynanchum angavokeliense ingår i släktet Cynanchum och familjen oleanderväxter. Inga underarter finns listade i Catalogue of Life.